# Hernando de Escalante Fontaneda
Hernando de Escalante Fontaneda (¿Cartagena?, 1535 o 1536 – fl. 1575) fue un marino, escritor, traductor y explorador español.

## Biografía
Alrededor de 1549, a la edad de 13 años, sobrevivió a un naufragio en los Cayos de la Florida. La tripulación y los pasajeros que se salvaron fueron capturados y esclavizados por la tribu amerindia de los calusa, siendo sacrificados todos menos Hernando. Parece ser que el muchacho se salvó por su correcta interpretación de los símbolos visuales o comunicación por signos, donde los nativos les pedían que bailasen y cantasen, que los demás no entendieron.
Pasó durante los siguientes diecisiete años viviendo entre los calusa y otras tribus, aprendiendo sus costumbres y varias lenguas nativas y viajando por toda la Florida. 
Alrededor de 1566, Pedro Menéndez de Avilés, primer gobernador español de la Florida española y fundador de San Agustín, estableció una alianza con el poderoso jefe indígena bautizado como Carlos, llegando a casarse incluso con su hermana Antonia. De esta manera, pudo negociar el rescate de Hernando y de otros cautivos. Una historia alternativa es que Hernando fue rescatado por los hugonotes de Fort Caroline en 1565 y pudo regresar a territorio español cuando el fuerte fue tomado. 
Sirvió como intérprete y guía para Pedro Menéndez desde 1565 en varias misiones y regresó a España en 1569 para reclamar las propiedades de sus padres ante la Corona. En 1575, después de la muerte de Pedro Menéndez, escribió sus memorias, consideradas por los historiadores de la época como las más valiosas, como es el caso de Antonio de Herrera y Tordesillas, y lo siguen siendo al día de hoy.

## Memorias
Su Memoria de las cosas y costa y indios de la Florida es especialmente importante para conocer la vida de las antiguas tribus indias que habitaban la Florida. Fue el primero que menciona por escrito el pueblo de Tampa. Da los nombres de 22 pueblos importantes de los calusa, siendo el primero Tampa:
"Primeramente, un lugar que se dice Tampa, pueblo grande..."
Aunque no da detalles sobre la ubicación exacta de Tampa, su conexión con la moderna Tampa (conocida sus orígenes indígenas) puede considerarse poco probable. 
También se recuerdan sus memorias por sus relaciones con la búsqueda de la Fuente de la eterna juventud donde se menciona la leyenda sobre la búsqueda de estas aguas en la Florida por Juan Ponce de León, un detalle casi inseparables del mito al día de hoy. Aunque queda claro que Hernando no creía en esa historia, los historiadores posteriores fueron menos incrédulos, pues la leyenda fue incluida en la Historia general de los hechos de los castellanos en las Islas y Tierra Firme del mar Océano que llaman Indias Occidentales, conocida como Décadas de Antonio de Herrera en 1615.